# 앙클람

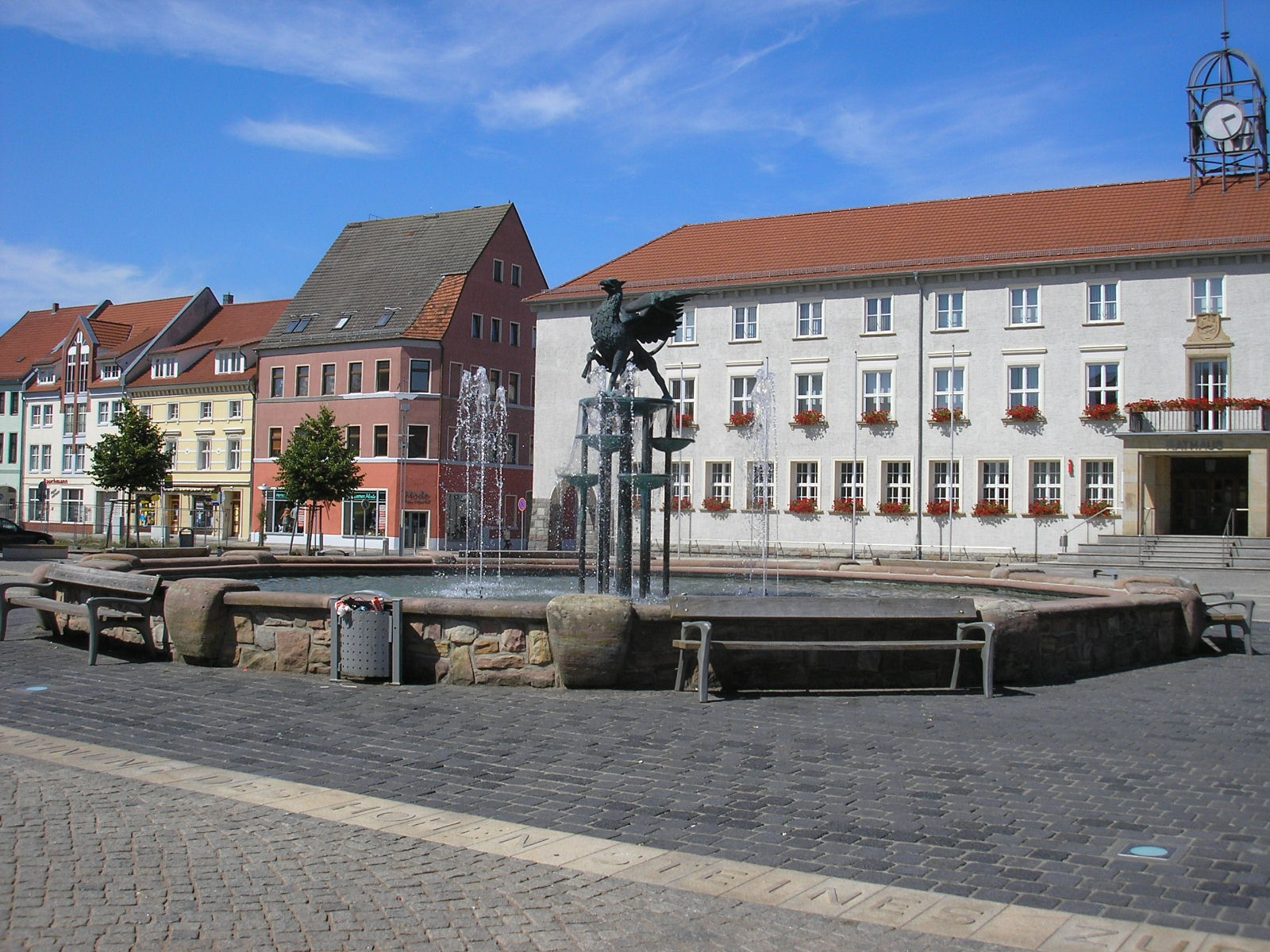
앙클람 시장 광장

앙클람(독일어: Anklam)은 독일 메클렌부르크포어포메른주에 위치한 도시로 면적은 56.57km2, 인구는 12,712명(2015년 12월 31일 기준), 인구 밀도는 220명/km2이다.

시 문장